# 헤일리 볼드윈
헤일리 로드 비버(혼전성 볼드윈(Baldwin), 영어: Hailey Rhode Bieber, 1996년 11월 22일 ~ )은 미국의 모델이다.

## 사생활
모델 켄들 제너, 카일리 제너와 제이든 스미스와 친한 사이이고 팝스타 저스틴 비버와도 친했다.
저스틴 비버와는 그가 데뷔하던 해에 만나 절친이 되었다. 2014년, 비버와 열애설이 떴지만 비버가 부인했다. 그러나 2018년에 비버와 결혼식을 올렸다.
켄들 제너, 카라 델레바인, 지지 하디드와 함께 사회 유력 집안 출신 모델로 알려졌다.